# Bujalyk
Bujalyk (ukrainisch Буялик; russisch Петровка Petrowka) ist eine Siedlung städtischen Typs im Süden der Ukraine mit etwa 4600 Einwohnern.
Petriwka liegt im Rajon Beresiwka der Oblast Odessa etwa 20 Kilometer südöstlich von der ehemaligen Rajonshauptstadt Iwaniwka und etwa 47 Kilometer nördlich von der Oblasthauptstadt Odessa.
Der Ort wurde 1927 offiziell als Bahnhofssiedlung unter dem Namen Welykyj Bujalyk (siehe das Mutterdorf Welykyj Bujalyk) gegründet, 1957 erfolgte die Umbenennung in Petriwka, gleichzeitig wurde dem Dorf der Status einer Siedlung städtischen Typs verliehen.
Am 18. August 2018 wurde das Siedlung ein Teil der neugegründeten Landgemeinde Welykyj Bujalyk, bis dahin bildete sie die gleichnamige Siedlungsratsgemeinde Petriwka (Петрівська селищна рада/Petriwska selyschtschna rada) im Osten des Rajons Iwaniwka.
Seit dem 17. Juli 2020 ist sie ein Teil des Rajons Beresiwka.